# Aloe brachyphylla
Aloe brachyphylla é uma espécie de liliopsida do gênero Aloe, pertencente à família Asphodelaceae.